# SpongeBob Pantaloni Pătrați (personaj)
Acest articol este despre personaj. Despre serialul TV vedeți SpongeBob Pantaloni Pătrați
SpongeBob Pantaloni Pătrați (în engleză SpongeBob SquarePants) este personajul principal și protagonistul serialului de animație cu același nume, creat de Stephen Hillenburg. SpongeBob este un burete galben. În varianta originală, vocea personajului este interpretată de Tom Kenny.
SpongeBob Pantaloni Pătrați a apărut pentru prima oară în episodul Prima zi de muncă (engleză Help Wanted) care a avut premieră la 1 mai 1999.